# Рыцарь теней: Между инь и ян
Рыцарь теней: между Инь и Ян (кит. 神探蒲松龄之兰若仙踪) — китайский исторический комедийный фантастический фильм 2019 года режиссёра Янь Цзя (под псевдонимом Ваш), написанный Лю Боханом и Цзянь Вэнем, в главных ролях Джеки Чан, Чжун Чуси, Итан Хуан, Лин Пэн и Остин Лин. Фильм был выпущен 5 февраля 2019 года в Китае.

## Сюжет
Писатель и охотник на демонов Пу Сунлин (исторический персонаж, которого играет Джеки Чан), рассказывает детям о том, как он при помощи магической кисти и книги-портала ловит злых демонов и отправляет их в другой мир. В этом ему помогают несколько добрых духов. Однако узнав, что у детей нет денег для того, чтобы купить его книгу, он пугает и прогоняет их. В это время в городе происходит ограбление антикварной лавки. Помощник полицейского инспектора Янь Фэй вычисляет приметы преступника, но главный инспектор не желая утруждать себя лишней работой, отмахивается от его доводов и отправляет его к Пу Сунлиню, на которого поступила жалоба от матерей напуганных им детей. Во дворе у Сунлиня Янь Фэй находит несколько украденных драгоценностей и пытается арестовать писателя, но тот убеждает молодого полицейского, что не причастен к похищению. Янь Фэй собственными глазами видит, как один из духов совершает еще одну кражу. Преступник найден, но главный инспектор, приписывает все заслуги себе, а Янь Фэя выгоняет из полиции, вероятно опасаясь конкуренции со стороны молодого и настырного работника.
В это время в городе злая ведьма зеркал похищает молодую девушку — дочь губернатора провинции. Отважный юноша Нин Кайчен пытается освободить несчастную, но на его пути встает Не Сяоцянь — прекрасная женщина-демон, которой человеческие души нужны для сохранения вечной молодости. Нин Кайчена и Не Сяоцянь связывает мрачная тайна — раньше он был демоном-змеем, и они с Не Сяоцянь полюбили друг друга. Чтобы он смог стать человеком, девушка отдала ему свою тень а сама забрала его демоническую сферу. Он стал человеком, но она превратилась в очень сильного злого демона. Ничего исправить уже было нельзя и он сменил имя на Янь Чисяй и стал охотником на демонов, чтобы забрать их силу и когда-нибудь освободить возлюбленную от демонической сферы.
Выгнанный из полиции Янь Фэй приходит со всеми пожитками к Сунлину и просит взять его в ученики. Тому ученик не нужен, но юноша очень настойчив и прилагает много стараний, хоть и не всегда радует этим своего будущего учителя. Узнав о похищении дочери губернатора, они решают взяться за ее поиски. Нин Кайчен хочет встретиться со своей возлюбленной, но ведьма зеркал заманивает его в ловушку из которой он выбирается живым только благодаря помощи Сунлина, который помимо всего, оказывается также и хорошим бойцом. Узнав, где скрывается Не Сяоцянь, все трое отправляются в заброшенный храм. Сунлин пытается поймать женщину-демона, но Нин Кайчен мешает ему и Не Сяоцянь улетает.
Пу Сунлин и Янь Фэй, узнав трагическую историю возлюбленных, решают помочь Нин Кайчену и заманивают Не Сяоцянь на праздник, где собраны самые красивые девушки провинции. Нин Кайчен предлагает Не Сяоцянь поменять демоническую сферу на свою тень, чтобы она снова стала человеком, но девушка отказывается, так как сфера запятнана кровью и она не может переложить эту боль на него. Попав в расставленную Пу Сунлином ловушку Не Сяоцянь превращается в огненного змея, но тому все-таки удается поймать ее в книгу-портал. В этот момент души похищенных девушек покидают Не Сяоцянь и те возвращаются в наш мир. Нин Кайчен в отчаянии от того, что не смог спасти свою возлюбленную, но Сунлин стирает ему память а с нею и боль вины и утраты.
После возвращения похищенных девушек, Янь Фэй становится главным полицейским инспектором. Нин Кайчен ведет спокойную жизнь ученого, но однажды у него просыпаются воспоминания о прошлом, он приходит к Сунлину и завладев магической кистью открывает портал в мир, где находятся плененные демоны. Там он находит Не Сяоцянь и несмотря на ее сопротивление, забирает у нее демоническую сферу. Она снова становится человеком, а он превращается в могущественного демона. Вооруженный магической кистью Нин Кайчен разрушает узилища злых демонов и многие из них вырываются в наш мир. Сунлин пытается сразиться с Нин Кайченом, но силы не равны и демон побеждает. Однако в последний момент Нин Кайченом видит свою возлюбленную, которая пытается воскресить в нем человека. Она ныряет в бездну из которой нет возврата и он устремляется за ней. Влюбленные воссоединяются по ту сторону огненной границы.
Пу Сунлин все-таки берет Янь Фэя в ученики и они отправляются ловить демонов.

## В ролях
- Джеки Чан — Пу Сунлин
- Чжун Чуси[англ.] — Не Сяоцянь[англ.]
- Этан Жуань — Нин Кайчен / Янь Чисяй
- Лин Пэн[англ.] — сестра Не Сяоцянь (зеркальный демон)
- Остин Лин[англ.] — Янь Фэй
- Цяо Шань
- Пан Чанцзян[англ.]
- Kingdom Yuen
- Лэнс Луу
- Цзян Юань
- Цзя Хайтао.

## История

### Маркетинг
Музыкальное видео на The Knight of Shadows было выпущено 27 января 2019 года.

### Выпуск
Фильм вышел в прокат 5 февраля 2019 года в Китае. На Филиппинах фильм был выпущен 6 февраля 2019 года Star Cinema, приуроченный к Лунному Новому году, а его премьера состоялась в ТриНоме за четыре дня до этого.

## Критика
Фильм собрал смешанные отзывы. Пользователи платформы Доубань(китайский аналог IMDB) поставили драме 4,3 балла из 10. Кинопоиск и IMDb поставили картине 5,8 и 4,9 баллов из 10 соответственною

### Кассовые сборы
Фильм заработал в общей сложности 123 миллиона юаней за первые 5 дней проката.